# Københavns belejring (1368)
 For alternative betydninger, se Københavns belejring. (Se også artikler, som begynder med Københavns belejring)
Belejringen af København eller Overtagelsen af København var en plyndring og belejring af København og Absalons Borg i 1368 mellem Danmark og Hanseforbundet under den dansk-hanseatiske krig (1361–1370). Byen blev plyndret, og Absalons borg blev ødelagt.

## Baggrund
I november 1367 dannede medlemmer af Hanseforbundets rigsdagsmøde i Köln en konføderation for at besejre Valdemar Atterdag. Konføderationen modtog støtte fra grev Adolf af Holsten og Albrecht af Mecklenburg. Krigen begyndte, da kong Albrecht invaderede Skåne og hurtigt erobrede byer som Falsterbo, Ystad og Simrishamn. Samtidig invaderede Nikolaus af Holsten Jylland og erobrede Ribe og Viborg.

## Belejringen
Med 37 skibe og 2.000 bevæbnede mænd satte hovedflåden sejl fra Lübeck den 4. april 1368 med København som mål. Ombord var også 400 heste, 8 blider, 4 katapulter og flere rambukker. Da flåden nåede København, faldt byen hurtigt, men Absalons Borg holdt stadig stand. Borgen fortsatte med at modstå angrebene i de følgende uger, indtil garnisonen overgav sig med tilladelse til frit at forlade stedet.

## Efterspil
Hanseforbundets leder beskrev plyndringen af borgen som følger:
[vi] kom op på borgen og fandt i en kiste mange smukke ting såvel af kongens sølvtaffeltøj som også af kander, bakker, sølvdrikkekar, skåle og fade. I en anden kiste fandt vi overmåde skønne silkeornater, som ved højtider hører til i kirken. I en tønde fandt vi hans turneringsudrystning, som hører til hans heste etc.— Hanseatisk leder
Således havde kongen tilsyneladende ikke fået ejendele med. Hanseaterne besluttede nu at ødelægge Absalons Borg for at forhindre at den blev generobret og kunne hjælpe med at forsvare byen. Sammenlagt 47 stenghuggere blev hidkaldt fra Lübeck, Rostock og Stralsund, og de rev borgen ned i slutningen af 1369.